# Législature 2017-2021 du Grand Conseil du canton de Fribourg
La législature 2017-2021 du Grand Conseil du canton de Fribourg débute en 2017 et s'achève en 2021.

## Résultats des élections

Répartition des sièges

Les élections du 6 novembre 2016 ont produit la répartition suivante des sièges (entre parenthèses la différence par rapport aux élections de 2011):
- Parti démocrate-chrétien PDC : 27 (-4)
- Parti socialiste PS : 28 (-1)
- Union démocratique du centre UDC : 21 (-)
- Parti libéral-radical PLR : 21 (+4)
- Parti chrétien-social PCS : 4 (-)
- Les Verts : 6 (+3)
- Parti vert-libéral PVL : 1 (-)
- Parti bourgeois démocratique  PBD : 0 (-2)
- Indépendants : 2

## Liste des présidents
2017 : Bruno Boschung (PDC)
2018 : Markus Ith (PLR)
2019 :  Roland Mesot (UDC)
2020 : Kirthana Wickramasingam (PS)
2021 : Sylvie Bonvin-Sansonnens (Les Verts)